# Анисимов, Анатолий Андреевич
Анатолий Андреевич Анисимов (13 марта 1930 года) — расточник Машиностроительного завода имени С. А. Лавочкина Министерства общего машиностроения СССР, Московская область. Герой Социалистического Труда (1970).
Трудился расточником в цехе № 43 завода № 301 имени Лавочкина Министерства авиационной промышленности (позднее — Машиностроительный завод имени С. А. Лавочкина, с 1971 года — Научно-производственное объединение имени С. А. Лавочкина).
Участвовал в создании автоматической межпланетной станции «Луна-16», совершившей успешный полёт в сентябре 1970 года и доставившей на землю лунный грунт. Указом Президиума Верховного Совета СССР с грифом «не подлежит опубликованию» от 9 ноября 1970 года удостоен звания Героя Социалистического Труда с вручением ордена Ленина и золотой медали Серп и Молот «за выдающиеся заслуги в выполнении специального задания Правительства СССР».